# كارلوس فيلانويفا لوبيز
كارلوس فيلانويفا لوبيز (بالإسبانية: Carlos Villanueva López)‏ هو لاعب كرة قدم مكسيكي في مركز الدفاع، ولد في 7 أبريل 1994 في أوروابان في المكسيك. لعب مع نادي غوادالاخارا.